# Fröbenbenning
Fröbenbenning este o arie protejată (arie specială de conservare — SAC, sit de importanță comunitară — SCI) din Suedia întinsă pe o suprafață de 5,4 ha, integral pe uscat.

## Localizare
Centrul sitului Fröbenbenning este situat la coordonatele 60°07′00″N 16°05′54″E / 60.1166°N 16.0982°E.

## Înființare
Situl Fröbenbenning a fost declarat sit de importanță comunitară în ianuarie 1997 pentru a proteja 1 specie de plante. Situl a fost protejat și ca arie specială de conservare în martie 2011.

## Biodiversitate
Situată în ecoregiunea boreală, aria protejată conține 3 habitate naturale: Mlaștini turboase de tranziție și turbării mișcătoare, Mlaștini împădurite, Taiga vestică.
La baza desemnării sitului se află o specie protejată de  plante: Buxbaumia viridis.